# Озеро Солонецьке (пам'ятка природи)
О́зеро Солоне́цьке — гідрологічна пам'ятка природи місцевого значення в Україні. Розташована у межах Деснянської селищної громади Чернігівського району Чернігівської області, на захід від міста Остер.
Площа 5 га. Статус присвоєно згідно з рішенням Чернігівського облвиконкому від 27.04.1964 року № 236; від 10.06.1972 року № 303; від 27.12.1984 року № 454; від 28.08.1989 року № 164. Перебуває у користуванні Карпилівської сільської ради.
Охороняється мальовниче заплавне озеро на правому березі річки Десна.

## Галерея

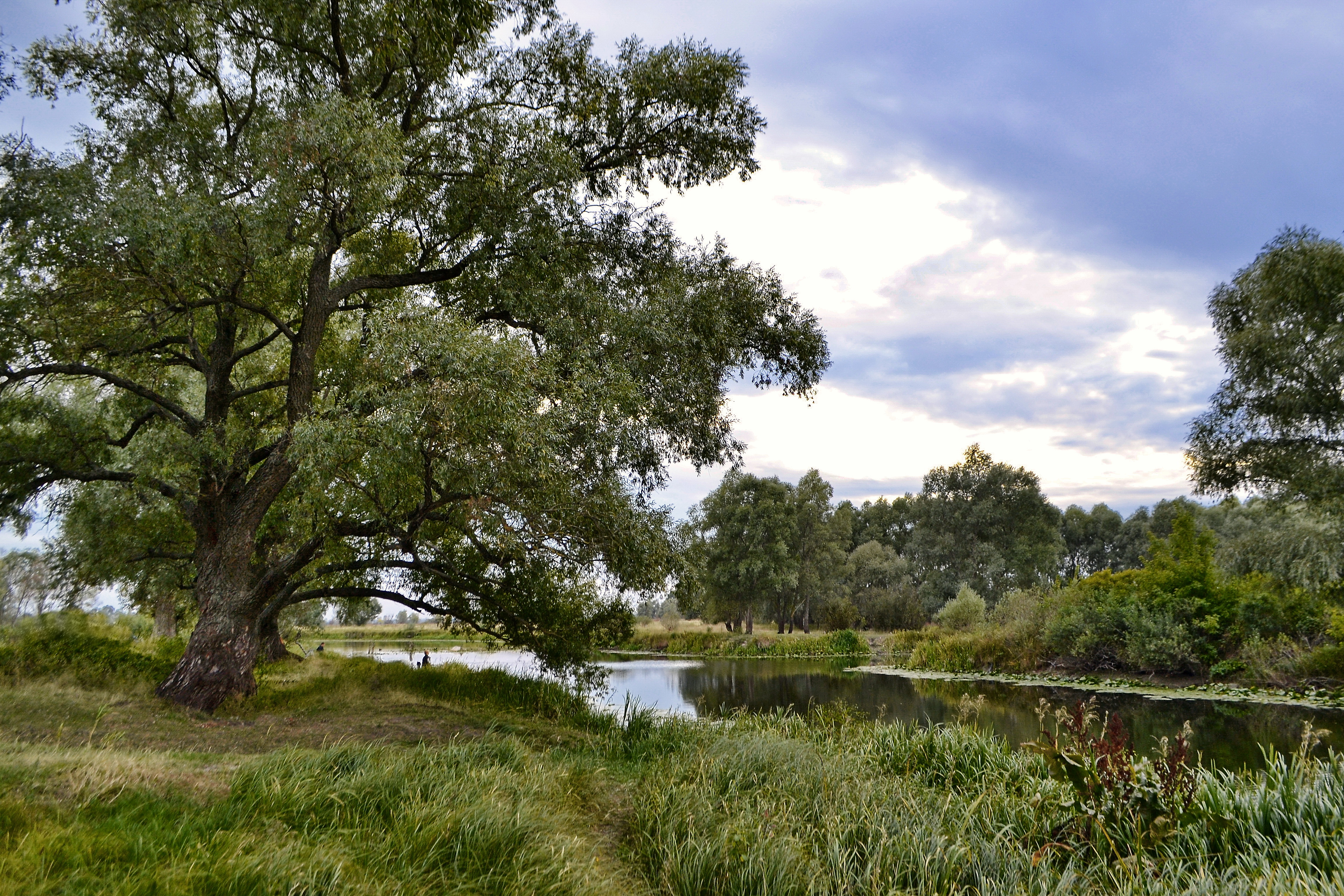
Озеро Солонецьке у вересні 2015 р.
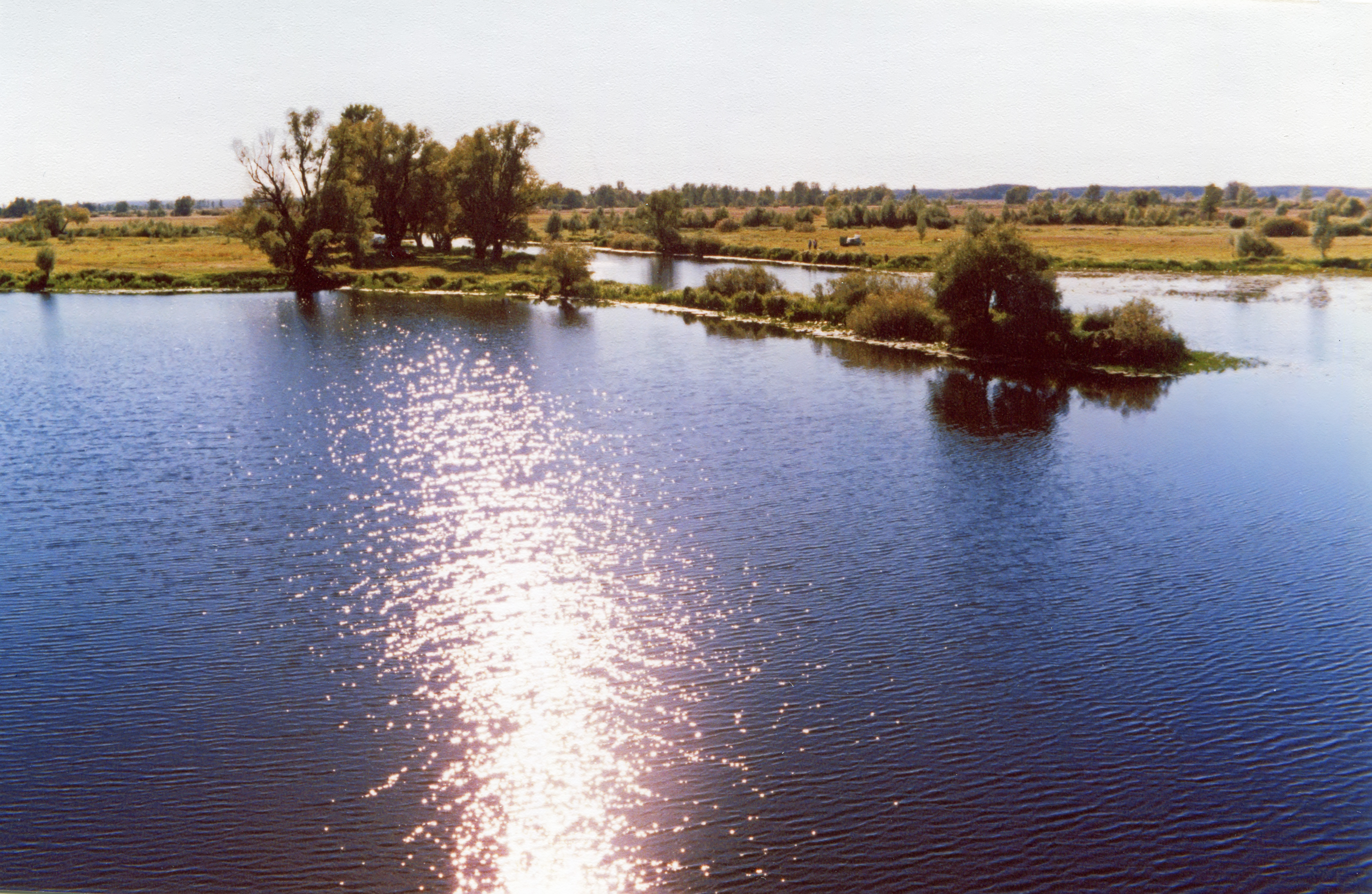
Озеро Солонецьке, вигляд згори
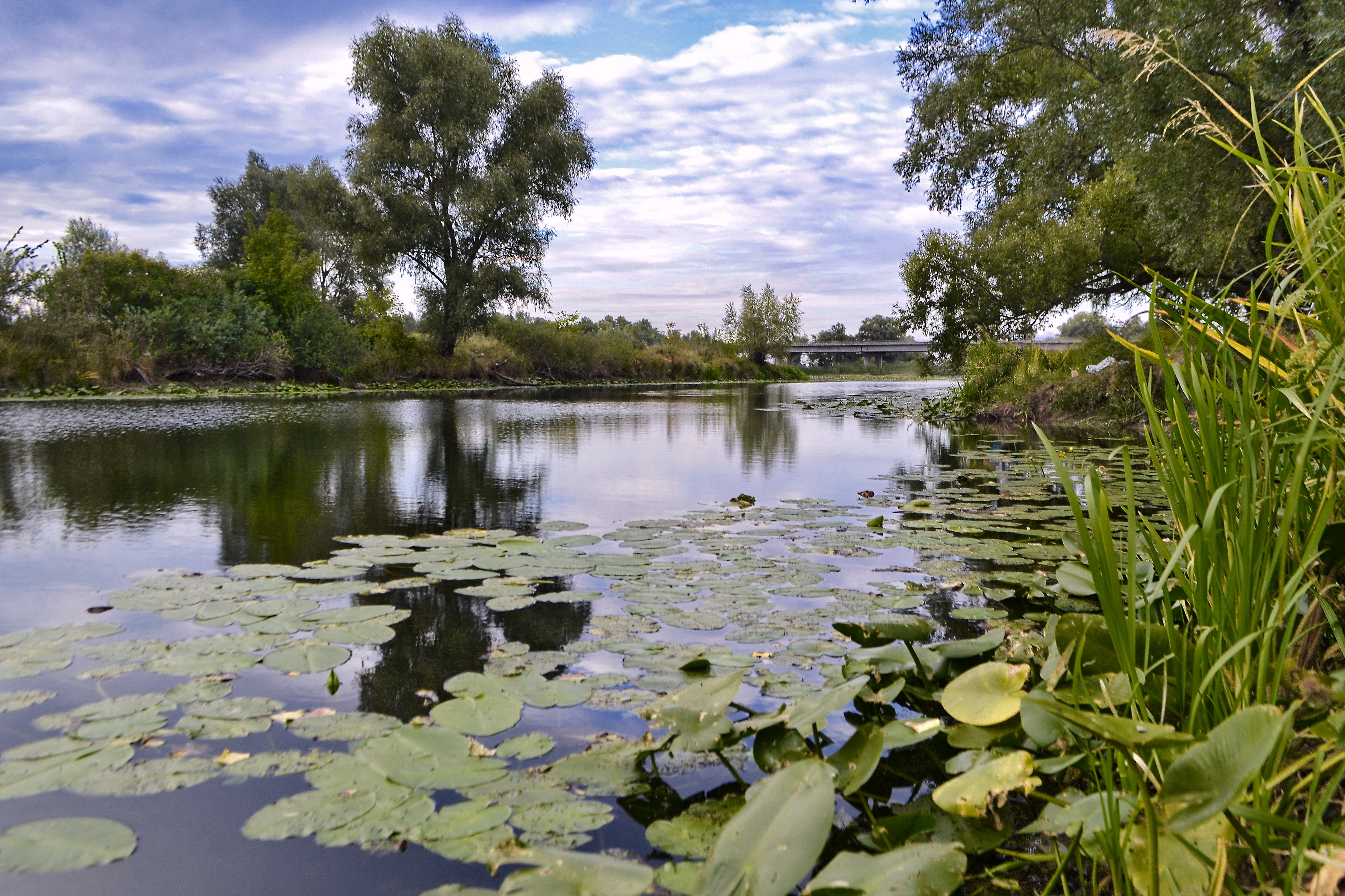
Латаття